# Chigugu
Chigugu ist ein Verwaltungsbezirk (englisch Ward) des Distrikts Masasi in der tansanischen Region Mtwara.

## Geografie
Chigugu liegt im Südosten von Tansania etwa 30 Kilometer Luftlinie nordöstlich der Distrikthauptstadt Masasi und 130 Kilometer westlich der Regionshauptstadt Mtwara. Die Grenze im Norden bildet der Fluss Lukuledi.
Das Klima in Chigugu ist tropisch, Aw nach der effektiven Klimaklassifikation. Im Jahresdurchschnitt regnet es 928 Millimeter, den Großteil davon in den Monaten Dezember bis April. Die Durchschnittstemperatur liegt zwischen 22,8 Grad Celsius im Juli und 26,6 Grad im November.
Der Bezirk grenzt im Norden an die Region Lindi, im Osten an Chikundi, im Süden an Chiwata und im Westen an Chikukwe. Bei der Volkszählung 2022 lebten 10.004 Menschen in 3161 Haushalten auf einer Fläche von 42 Quadratkilometern.

## Gliederung
Der Bezirk besteht aus vier Gemeinden (Mtaa) mit 22 Orten (Kitongoji):
| Chigugu - Mwenjema - Tandika - Temeke - Chigugu - Nambuti | Mbaju - Kati - Bondeni - Mibuyuni - Majengo - Raha Leo Juu - Raha Leo Chini | Mbemba - Songambele - Mbuyuni - Tulieni - Mapinduzi - Majimaji - Mikangaula | Mkuyuni - Nanyungu - Chiombora - Kisiwani - Msinjaili - Mchangani |

## Bildung
Die Mbemba Secondary School ist die einzige weiterführende Schule im Bezirk. Es ist eine öffentliche Tagesschule mit einer Ausbildung bis zur 4. Stufe.